# Laetiporus
Laetiporus es un género de hongos cosmopolita. El nombre Laetiporus significa "con poros brillantes".

## Descripción
Los "estantes" individuales varían de 5 a 25 cm (2 a 10 pulgadas) de ancho. Estos estantes están formados por muchos filamentos tubulares diminutos (hifas). El hongo crece en grupos grandes; se han encontrado algunos que pesan más de 45 kg (100 libras). Se encuentra más comúnmente en heridas de árboles, principalmente robles, aunque también se encuentra con frecuencia en eucaliptos, tejos, castaños y sauces, así como en coníferas en algunas especies. Las especies de Laetiporus son parásitos y producen podredumbre parda en el huésped en el que crecen.
Los cuerpos fructíferos jóvenes se caracterizan por un cuerpo húmedo, gomoso, de color amarillo azufre a naranja, a veces con puntas de color naranja brillante. Los brackets más viejos se vuelven pálidos y quebradizos, casi como tiza, levemente picantes y, a menudo, están salpicados de agujeros de escarabajos, babosas o cochinillas. Especies similares incluyen Laetiporus gilbertsonii (rosa fluorescente, más amorfo) y Laetiporus coniferica (común en el oeste de los Estados Unidos, especialmente en los abetos rojos). 

## Filogenética

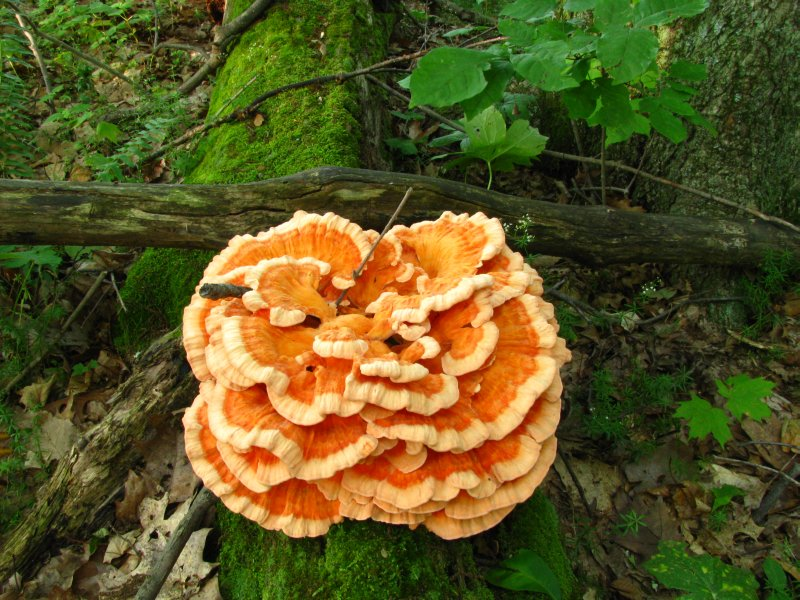
Laetiporus cincinnatus.

Los análisis filogenéticos de secuencias de ADNr de ITS, subunidad nuclear grande y subunidad pequeña mitocondrial de una variedad de especies de América del Norte han delineado cinco clados distintos dentro del clado central Laetiporus:
- Clado Conifericola: contiene especies que viven sobre coníferas , como Laetiporus conifericola y Laetiporus huroniensis. Todas las otras especies probadas crecen en angiospermas.
- Clado Cincinnatus: contiene Laetiporus cincinnatus.
- Sulphureus clade I: contiene aislados de Laetiporus sulfureus de poros blancos.
- Sulphureus clade II: contiene aislados de Laetiporus sulfureus de poros amarillos .
- Clado Gilbertsonii: contiene Laetiporus gilbertsonii y aislamientos caribeños no identificados.

Además, se han identificado clados filogenéticos de Japón, Hawái, América del Sur, Europa y Sudáfrica.
Laetiporus sulfureus tiene una potente capacidad para inhibir la bacteria estafilococo (Staphylococcus aureus), así como una capacidad moderada para inhibir el crecimiento de Bacillus subtilis.

## Especies
Incluye las siguientes especies:
- Laetiporus ailaoshanensis[5] B.K.Cui & J.Song (2014)
- Laetiporus baudonii (Pat.) Ryvarden (1991)
- Laetiporus caribensis Banik & D.L.Lindner (2012)
- Laetiporus cincinnatus (Morgan) Burds., Banik & T.J.Volk (1998)
- Laetiporus conifericola Burds. & Banik (2001)
- Laetiporus cremeiporus Y.Ota & T.Hatt. (2010)
- Laetiporus discolor (Klotzsch) Corner (1984)
- Laetiporus flos-musae Overeem (1927)
- Laetiporus gilbertsonii Burds. (2001)
- Laetiporus huroniensis Burds. & Banik (2001)
- Laetiporus miniatus (P.Karst.) Overeem (1925)
- Laetiporus montanus Černý ex Tomšovský & Jankovský (2009)
- Laetiporus persicinus (Berk. & M.A.Curtis) Gilb. (1981)
- Laetiporus portentosus (Berk.) Rajchenb. (1995)
- Laetiporus squalidus R.M.Pires, Motato-Vásq. & Gugliotta (2016)[6]
- Laetiporus sulphureus (Bull.) Murrill (1920)
- Laetiporus versisporus (Lloyd) Imazeki (1943)
- Laetiporus zonatus[5] B.K.Cui & J.Song (2014)